# Euphorbia World. Journal of the International Euphorbia Society
Euphorbia World. Journal of the International Euphorbia Society (abreviado Euphorbia World) es una revista ilustrada con descripciones botánicas que es editada por la International Euphorbia Society desde el año 2005.